# 陈店镇 (汕头市)
23°16′22″N 116°18′49″E / 23.27278°N 116.31361°E
陈店镇是中国广东省汕头市潮南区所辖的一个镇，位于324国道汕头市潮南区和普宁市交界处，潮南区西北部，东距潮南城区14公里，汕头市区47公里，西距普宁市区16公里，是汕头市西部工业、商贸窗口，被称为汕头的“西大门”。陈店镇境内全部是平原，地势平坦。全镇面积28.3平方公里，镇区面积约10平方公里，常住人口138833人，占潮南区总人口的10.75%，是著名的侨乡。

## 行政区划
- 居民委员会：文光、湖西、柯围、陈围、陈店、定安、沟湖、溪口、溪仙、美南
- 行政村：汕柄、新溪西、福潭、郑围、三合、北沟、流溪、范溪、港后、流仙、内新、上宅、洋新、洋老、浮草

## 经济发展
陈店镇工、农、商、贸活跃，主要产业有文胸、服装、电子电器、塑料丝花等。2012年，陈店镇完成地区生产总值（GDP）30.59亿元，陈店文胸内衣产业已经成为该镇的一大主要产业群，有人做过粗略估算，陈店文胸的实际产销量，至少占据中国文胸总产销量的60%以上。

## 交通
境内有 324国道，及一级公路陈沙公路经过。324国道从镇区中心地带东西贯穿，路段长4公里，陈贵公路（陈店至贵屿）、陈沙公路（陈店至沙陇）、陈仙公路（陈店至仙城）等在陈店与324国道交接， 236省道普宁大道与陈沙公路在境内交汇，使陈店成为汕头西部主要交通枢纽。陈店距离厦深铁路普宁站、潮阳站均为17公里左右，来往珠三角、闽南、华东地区非常便利，有利于陈店把针织内衣输送到厦门、深圳，还有珠三角周边地区以及台港澳等地。
- 汕湛高速公路
- 324国道
- 236省道